# Rob'n'Raz
Rob'n'Raz var en svensk musik duo bestående af Robert Wåtz og Rasmus Lindwall. Efter nogle år som DJ, besluttede de i 1980'erne for at begynde at spille og komponere sammen. De arbejdede med produktionen, remixing og scratching.

## Singler
| 1988                                            | "Competition Is None" (featuring Papa Dee)         | —  | — | —  | —  | —  | — | —  | —  | —  | —  | singles only                                                    |
| 1989                                            | "Microphone Poet" (featuring Papa Dee)             | —  | — | —  | —  | —  | — | —  | —  | —  | —  | singles only                                                    |
| 1989                                            | "Got To Get" (featuring Leila K)                   | 10 | 4 | 2  | 5  | 3  | 3 | 3  | 14 | 8  | 49 | Rob'n'Raz Featuring Leila K (som Rob'n'Raz featuring Leila K)   |
| 1990                                            | "Rok The Nation" (featuring Leila K)               | 3  | — | 23 | 31 | 21 | — | 13 | 21 | 41 | —  | Rob'n'Raz Featuring Leila K (som Rob'n'Raz featuring Leila K)   |
| 1990                                            | "Just Tell Me" (featuring Leila K)                 | —  | — | —  | —  | —  | — | —  | —  | —  | —  | Rob'n'Raz Featuring Leila K (som Rob'n'Raz featuring Leila K)   |
| 1991                                            | "Bite The Beat / 6 Minutes"                        | 14 | — | —  | —  | —  | — | —  | —  | —  | —  | Clubhopping (som Rob'n'Raz DLC)                                 |
| 1992                                            | "Clubhopping"                                      | 13 | — | 11 | —  | —  | — | —  | —  | —  | —  | Clubhopping (som Rob'n'Raz DLC)                                 |
| 1992                                            | "Love You Like I Do"                               | —  | — | —  | —  | —  | — | —  | —  | —  | —  | Clubhopping (som Rob'n'Raz DLC)                                 |
| 1992                                            | "Dancing Queen" (som Rob'n'Raz DLC)                | 31 | — | —  | —  | —  | — | —  | —  | —  | —  | Various - ABBA-The Tribute                                      |
| 1993                                            | "In Command"                                       | 1  | — | —  | —  | —  | — | —  | —  | —  | —  | Spectrum (som Rob'n'Raz med D-Flex, Lutricia McNeal kombineret) |
| 1993                                            | "Big City Life" (Sökarna soundtrack)               | —  | — | —  | —  | —  | — | —  | —  | —  | —  | Spectrum (som Rob'n'Raz med D-Flex, Lutricia McNeal kombineret) |
| 1994                                            | "Power House"                                      | 12 | — | —  | —  | —  | — | —  | —  | —  | —  | Spectrum (som Rob'n'Raz med D-Flex, Lutricia McNeal kombineret) |
| 1995                                            | "Mona Lisa"                                        | —  | — | —  | —  | —  | — | —  | —  | —  | —  | Circus (som Rob'n'Raz med D-Flex)                               |
| 1996                                            | "Whose Dog Is Dead (Someone's Sleeping In My Bed)" | 16 | — | —  | —  | —  | — | —  | —  | —  | —  | Circus (som Rob'n'Raz med D-Flex)                               |
| 1996                                            | "Take A Ride"                                      | 8  | — | —  | —  | —  | — | —  | —  | —  | —  | Circus (som Rob'n'Raz med D-Flex)                               |
| 1996                                            | "Throw Your Hands In The Air"                      | 31 | — | —  | —  | —  | — | —  | —  | —  | —  | Circus (som Rob'n'Raz med D-Flex)                               |
| 2005                                            | "Snake" (featuring Lorén)                          | —  | — | —  | —  | —  | — | —  | —  | —  | —  | kun singler                                                     |
| 2007                                            | "My Girl" (featuring Rigo)                         | 22 | — | —  | —  | —  | — | —  | —  | —  | —  | kun singler                                                     |
| "—" betegner udgivelser der ikke blev frigivet. |                                                    |    |   |    |    |    |   |    |    |    |    |                                                                 |